# Épagne-Épagnette

Épagne-Épagnette este o comună în departamentul Somme, Franța. În 1 ianuarie 2022 avea o populație de 515 de locuitori.